# Gerd-Volker Schock
Gerd-Volker Schock (ur. 8 kwietnia 1950 w Bad Schwartau) – niemiecki piłkarz występujący na pozycji napastnika. Trener piłkarski.

## Kariera piłkarska
Schock karierę rozpoczynał w zespole VfB Lübeck. Następnie grał w SC Sperber Hamburg oraz 1. FC Phönix Lübeck, a w 1974 roku trafił do VfL Osnabrück, grającego w 2. Bundeslidze Nord. Spędził tam pięć lat, a potem odszedł do innego zespołu tej ligi, Arminii Bielefeld. W 1980 roku awansował z nią do Bundesligi. Zadebiutował w niej 16 sierpnia 1980 roku w przegranym 2:5 meczu z 1. FC Köln. 23 sierpnia 1980 roku w przegranym 2:3 spotkaniu z Borussią Mönchengladbach strzelił pierwszego gola w Bundeslidze. Graczem Arminii był przez trzy lata. W 1982 roku zakończył tam karierę.

## Kariera trenerska
Schock karierę rozpoczął w 1983 roku w VfL Osnabrück, grającym w 2. Bundeslidze. Następnie był asystentem w Hamburgerze SV, a w 1990 roku został trenerem tego zespołu. W Bundeslidze zadebiutował 24 lutego 1990 roku w wygranym 6:0 spotkaniu z Bayerem Uerdingen. W 1991 roku zajął z zespołem 5. miejsce w Bundeslidze. Drużynę HSV trenował do marca 1992 roku.
Następnie Schock prowadził zespoły TuS Hoisdorf, Hamburger SV II, VfL Osnabrück oraz dwukrotnie Holstein Kilonia.